# Traité de Varsovie (1745)
Pour les articles homonymes, voir Traité de Varsovie.
Le traité de Varsovie est un accord diplomatique signé à Varsovie le 8 janvier 1745. Il a cependant été conçu à Leipzig, ville à l'époque située dans l'Électorat de Saxe, État qui se trouvait alors en union personnelle avec la Pologne. 
Le traité sanctionne un accord entre la Grande-Bretagne, la monarchie des Habsbourg, la République néerlandaise et la Saxe (la Quadruple Alliance), qui toutes s'engagent à soutenir la pragmatique sanction permettant à leur candidate favorite Marie-Thérèse de monter sur le trône autrichien. Il a également aidé l'alliance austro-saxonne à s'assurer « le soutien pécuniaire des puissances maritimes » (Horn, 34).
Ce traité a conduit à l'instauration pour la première fois de relations plus étroites entre la Saxe et la Grande-Bretagne. Il est considéré comme n'étant que la spécification et la fixation des closes secrètes énoncées dans l'Union de Varsovie. Un de ses objectifs était la reconquête par Vienne de la Silésie, conquise par la Prusse en 1742 ; il formulait également le vœu pieux de réduire le Brandebourg, ce "mauvais voisin" de l'Autriche, à une sorte de protectorat de cette dernière. Pour ce faire, la mobilisation de 30 000 soldats saxons, destinés à soutenir l'Autriche et financés par les puissances maritimes (Grande-Bretagne et Provinces-Unies), était prévue. La Pologne s'engageait quant à elle à mobiliser 50 000 hommes pour la défense de la Bohême autrichienne, là aussi en l'échange de subsides de la part des puissances maritimes.  
Posant les bases d'une alliance théoriquement défensive, le traité, signé durant la guerre de Succession d'Autriche, a vu tous ses signataires déclarer en l'espace de quelques mois la guerre à la France. Ainsi, combiné à la mort subite du roi de Bavière, elle modifia radicalement l'équilibre des pouvoirs en Allemagne.
Les Alliés ont finalement réussi à faire reconnaître Marie-Thérèse dans son titre lors du traité d'Aix-la-Chapelle. Le traité est demeuré secret jusqu'à ce que Frédéric le Grand ne le découvre et ne le rende public en 1756. Il n'a cependant jamais été totalement mis en œuvre. 